# Ibrahim Hamzi
Ibrahim Omar Ibrahim Hazmi (murió en septiembre de 2015) fue un general de brigada de la Fuerzas de Tierra Reales Saudíes, el comandante adjunto de la 8ª Brigada de Blindados cerca de Jizán. Fue asesinado durante la Intervención militar en Yemen en la Guerra Civil Yemení a finales de septiembre de 2015, siendo uno de los más altos directivos de la coalición de países Árabes asesinados. Hazmi murió al ser trasladado a un hospital.